# حمید مؤذنی
حمید مؤذنی (زاده ۱۳۴۸ در بندر بوشهر) نویسنده و روزنامه‌نگار اهل ایران است. وی سردبیر نشریات محلی آوای بهارستان، بیرمی، دریای جنوب و سلام جنوب و سردبیر سایت خبری جامعه آنلاین و سردبیر فصلنامه هامون و سایت خبری تحلیلی ب بوده است.
حمید مؤذنی فعالیت هنری خود را با ساخت چند فیلم کوتاه در بوشهر آغاز کرد. در سال ۱۳۷۶ به عرصهٔ روزنامه‌نگاری وارد شد. وی در ابتدا در نشریات محلی پیام جنوب، پیغام، نسیم جنوب، نصیر بوشهر به نوشتن مقالات سینمایی و اجتماعی کار مطبوعاتی خود را آغاز کرد. وی همچنین مسئولیت کانون فیلم بوشهر را در سال ۱۳۷۸ عهده‌دار شد. حمید مؤذنی در سال ۱۳۷۹ اولین تجربه سردبیری نشریات را تجربه کرد و به عنوان سردبیر هفته‌نامه آوای بهارستان کار خود را آغاز کرد. پس از این تجربه سردبیری چند نشریه دیگر از جمله بیرمی، دریای جنوب و سلام جنوب را نیز تجربه کرد.
در سال ۱۳۸۵ هفته‌نامه سلام جنوب توقیف شد و مؤذنی از اداره کل ارشاد بوشهر اخراج گردید. در سال بعد وی در یک دبیرستان پسرانه در بوشهر مشغول تدریس شد و در آنجا هم طی نامه‌ای از نهادهای امنیتی به آموزش و پرورش از تدریس منع گردید. وی در این سال‌ها در نشریات سراسری جامعه، توس، عصر آزادگان، نشاط و خرداد هم مقالاتی را منتشر کرد.
حمید مؤذنی پس از انتخابات ریاست جمهوری سال ۱۳۸۸ ایران و در پی موج بازداشت‌های آن روزها به اتهام تبلیغ علیه نظام توسط نیروهای اطلاعات بوشهر روز سه شنبه پنجم مهرماه سال ۱۳۹۰ دستگیر می‌شود. و تا چند روز هیچ خبری از وضعیت و محل نگهداری او نمی‌شود.
بعد از گذشت مدتی مؤذنی به قید وثیقه ۱۰۰ میلیون تومانی و مشروط بر شرایطی خاص آزاد می‌شود.
چند روز پس از آزادی، با اعتراض جهانبخش استاندار وقت بوشهر وی مجدداً بازداشت و به زندان منتقل می‌شود. در ۳۰ دی ماه سال ۱۳۹۰ جمعی از نویسندگان و فعالان فرهنگی و مدنی استان بوشهر در نامه‌ای خطاب به رئیس دادگستری استان بوشهر خواستار عدم بازداشت مجدد وی می‌شوند.
در فروردین سال ۱۳۹۱ مجموعه فعالین حقوق بشر ایران طی گزارشی اسامی ۱۰۱۰ تن از ۱۶۷۱ نفر بازداشت شده سال ۱۳۹۰ را منتشر می‌کند که در میان آن‌ها نام حمید مؤذنی نیز آورده شده است.

## زمینه‌های فعالیت

### کتاب‌ها
- بازنگری انتقادی، 1384[۷]
- تاریخ سینمای بوشهر، 1388[۸]
- سینما در بوشهر، ۱۳۸۸
- تاریخ عکاسی در بوشهر، 1391[۹]
- فوتبال و سینما، پاشنه اسفندیار و چشم آشیل مدرن، 1391[۱۰]
- لنگرگاه همیشگی ام بوشهر (مجموعه عکس)، 1392[۱۱]
- آگورا فوبیای ایرانی (انتشارات نگاه) ۱۴۰۱
- تاریخ فوتبال بوشهر، ۱۴۰۱
- توتالیتاریسم ایرانی، ۱۳۹۳[۱۲](مجوز نگرفت)
- دیپلماسینما،[۱۲](در حال نگارش)
- سیگار کشیدن یا نکشیدن؛ مسیله این است (در دست ویرایش)
- اتومبیل در وضعیت توتالیتاریسم (در دست ویرایش)
- زنان ایران؛ از لیلی تا لیلا (در دست ویرایش)
- بت من و ضحاک (رمان در حال نگارش)
- سندرم ماروپله (در دست ویرایش)

### روزنامه‌نگاری
- سردبیر نشریات محلی بوشهر: آوای بهارستان، بیرمی، دریای جنوب و سلام جنوب[۱۳]
- سردبیر ویژه نامه نامه (همایش سراسری پژوهش گران وزارت ارشاد)
- سردبیر ویژه نامه باغچه (همایش نقش هنر در کاهش اعتیاد)
- سردبیر اولین ویژه نامه سینما در بوشهر با عنوان سلام سینما
- دبیر سرویس اجتماعی هفته نامه پیغام
- دبیر سرویس سینمایی هفته‌نامه نسیم جنوب و دبیر سرویس هنری هفته‌نامه پیام جنوب
- کسب مقام اول در بخش مقاله هنری (اولین جشنواره مطبوعات محلی بوشهر)، ۱۳۷۹
- کسب مقام اول در بخش مقاله اجتماعی (اولین جشنواره مطبوعات محلی بوشهر)، ۱۳۷۹
- کسب مقام اول مقاله گفتگوی تمدن‌ها (اولین جشنواره مطبوعات محلی بوشهر)، ۱۳۷۹
- کسب مقام اول جشنواره سراسری مطبوعات یاد قلم، ۱۳۸۴[۱۴]
- کسب مقام اول مقاله در بخش اندیشه جشنواره مطبوعات محلی بوشهر (خانه مطبوعات محلی)، ۱۳۸۸
- کاندید مقاله اجتماعی در جشنواره سراسری مطبوعات کشور، ۱۳۸۱
- کاندید مقاله هنری در جشنواره سراسری مطبوعات کشور، ۱۳۸۲
- کاندید مقاله اندیشه در جشنواره سراسری مطبوعات کشور، ۱۳۸۳
- انتشار مقاله در نشریات سراسری: توس، همشهری، اعتماد، شرق،[۱۵] خرداد، نیم نگاه و نشاط
- انتشار مقاله در نشریات محلی بوشهر: نسیم جنوب، پیام جنوب، نصیر، پیغام، پیام عسلویه، بیرمی، آیینه جنوب، اتحاد جنوب، اندیشه جنوب و سلام جنوب
- انتشار مقاله در مجلات :چلچراغ، تحقیقات روابط عمومی، آبی‌ها و بوشهر نامه
- داور بخش مطبوعات جشنواره سراسری دانشگاه‌های علوم پزشکی، ۱۳۹۱

### فعالیت‌های سیاسی
- عضو شورای مرکزی سازمان دانش آموختگان ایران اسلامی (ادوار تحکیم وحدت) شعبه بوشهر[۴]

### فعالیت‌های مدنی
- مؤسس و دبیر انجمن زیست‌محیطی سوز از سال ۱۳۷۷ تا کنون[۱۶]
- رئیس کانون فیلم بوشهر از ۱۳۷۷ الی ۱۳۸۴[۱۷]
- مؤسس و رئیس اتحادیه هنرمندان بوشهر از سال ۱۳۸۵ الی ۱۳۸۶، (انحلال)
- مشاور مطبوعاتی مدیر کل ارشاد بوشهر از ۱۳۷۸ الی ۱۳۸۵
- عضو شورای مرکزی خانه مطبوعات بوشهر از تأسیس ۱۳۸۵ الی ۱۳۹۱، (انحلال)
- عضو انجمن صنفی روزنامه نگاران ایران از ۱۳۷۹ الی ۱۳۸۸، (انحلال)
- عضو انجمن بین‌المللی روزنامه نگاران از ۱۳۸۰ الی ۱۳۸۹
- عضو انجمن اهل قلم بوشهر

### پژوهش
- کسب مقام اول پژوهش در همایش نقش هنر در کاهش اعتیاد
- نگارش و تدوین پژوهش تاریخ مطبوعات بوشهر از آغاز تا ۱۳۸۲

### فیلم‌سازی
- نویسنده و کارگردانی هفت فیلم کوتاه در انجمن سینمای بوشهر
- داوری بخش فیلمنامه جشنواره سراسری فیلم جهاد کشاورزی

### عکاسی
- برگزاری نمایشگاه عکس ماشین نوشته‌ها، ۱۳۸۷
- کسب مقام سوم عکاسی مستند اجتماعی در جشنواره روز بوشهر
- کسب مقام سوم عکاسی شهری (شهرداری تهران)، ۱۳۸۷

### فضای مجازی
- مدیر سایت فرهنگی هنری مدارا، ۱۳۷۷[۱۸]
- دبیر سرویس اندیشه سایت دانوش
- انتشار مقاله در سایت‌های انسان‌شناسی و فرهنگ،[۱۹] دانوش، عقربه و …[۲۰]
- نویسنده وبلاگ مدارا (توقیف شده)،[۱۸] سینمایش، ما، مشاهیر بوشهر و بوشهر
- سردبیر سایت خبری تحلیلی ب[۲۱] ۱۳۹۳و سایت خبری جامعه آنلاین ۱۳۹۸